# Olga Krištop
Olga Krištop (rusko Ольга Криштоп), ruska atletinja, * 8. oktober 1957, Novosibirsk, Sovjetska zveza.
Ni nastopila na poletnih olimpijskih igrah. Na svetovnih dvoranskih prvenstvih je osvojila zlato medaljo leta 1987 v hitri hoji na 3000 m. Dvakrat je postavila svetovni rekord v hitri hoji na 10 km, ki ga je držala med letoma 1984 in 1985 ter leta 1987. 